# Minucia murina
Minucia murina là một loài bướm đêm trong họ Erebidae.